# Batitermografo

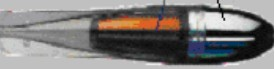
Batitermografo

Il batitermografo è uno strumento in grado di registrare la temperatura del mare al variare della profondità; è indispensabile per la determinazione delle traiettorie delle onde acustiche in mare che, non propagandosi in modo rettilineo secondo i raggi di una sfera, seguono percorsi curvilinei; questo comportamento, penalizzante per la scoperta sonar, va sotto il nome di "anomalia termica".

## L'anomalia termica
I raggi sonori che si propagano in mare sono suscettibili di deformazioni del loro percorso quando nelle zone di mare interessate la temperatura dell'acqua varia in dipendenza della profondità.
Il fenomeno si manifesta per quella parte dei raggi acustici emessi dalla sorgente la cui inclinazione raggiunge un particolare valore indicato come angolo limite; per angoli inferiori o superiori a detto angolo il percorso dei raggi è normale. Questa anomalia provoca attenuazioni abnormi della pressione acustica sì da creare delle zone d'ombra dove il segnale acustico non può arrivare.

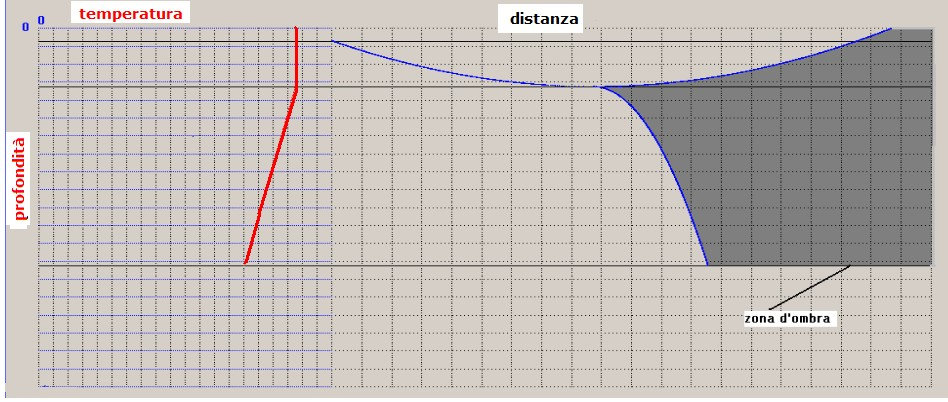
Tracciato di propagazione anomala

Il profilo della variazione della temperatura dell'acqua, rilevato con il batitermografo , può essere, ad esempio, costante per il primo intervallo di quota e variabile nel secondo tratto.
Un raggio acustico che si propaga normalmente in corrispondenza della costanza della temperatura, piega verso il basso dall'inizio dell'intervallo dove la temperatura inizia a decrescere. Il raggio, giunto al punto di tangenza con la retta passante nel punto di cambiamento della velocità del suono, genera due rami: il ramo A che si propaga fino alla superficie, il ramo B che si propaga verso il fondo.
Nella zona d'ombra che si genera per la deformazione del percorso del raggio acustico, la pressione emessa dalla sorgente sarebbe praticamente nulla.
Il calcolo delle traiettorie dei raggi acustici un mare è uno dei più complessi relativi alle problematiche di acustica subacquea, i primi studi risalgono all'epoca della seconda guerra mondiale, studi eseguiti con pesantissimi calcoli di tipo manuale, oggi sono disponibili software in grado di calcolare e tracciare i percorsi dei raggi acustici una volta inserita la variabile indipendente relativa alla legge di variabilità della temperatura in acqua.

## Batitermografo di vecchia generazione

### Rilievo della temperatura
Il funzionamento di un batitermografo è più perspicuo se riferito ad uno strumento di vecchia generazione che consente, in modo semplice, la visione del tracciato della temperatura del mare in funzione della profondità.
Se il batitermografo veniva filato in acqua rilevava, lungo la sua discesa, l'andamento della temperatura in funzione della profondità generando, così come mostra la figura, il tracciato batitermografico; la lettura dei dati era eseguita dopo il recupero a bordo dello strumento.

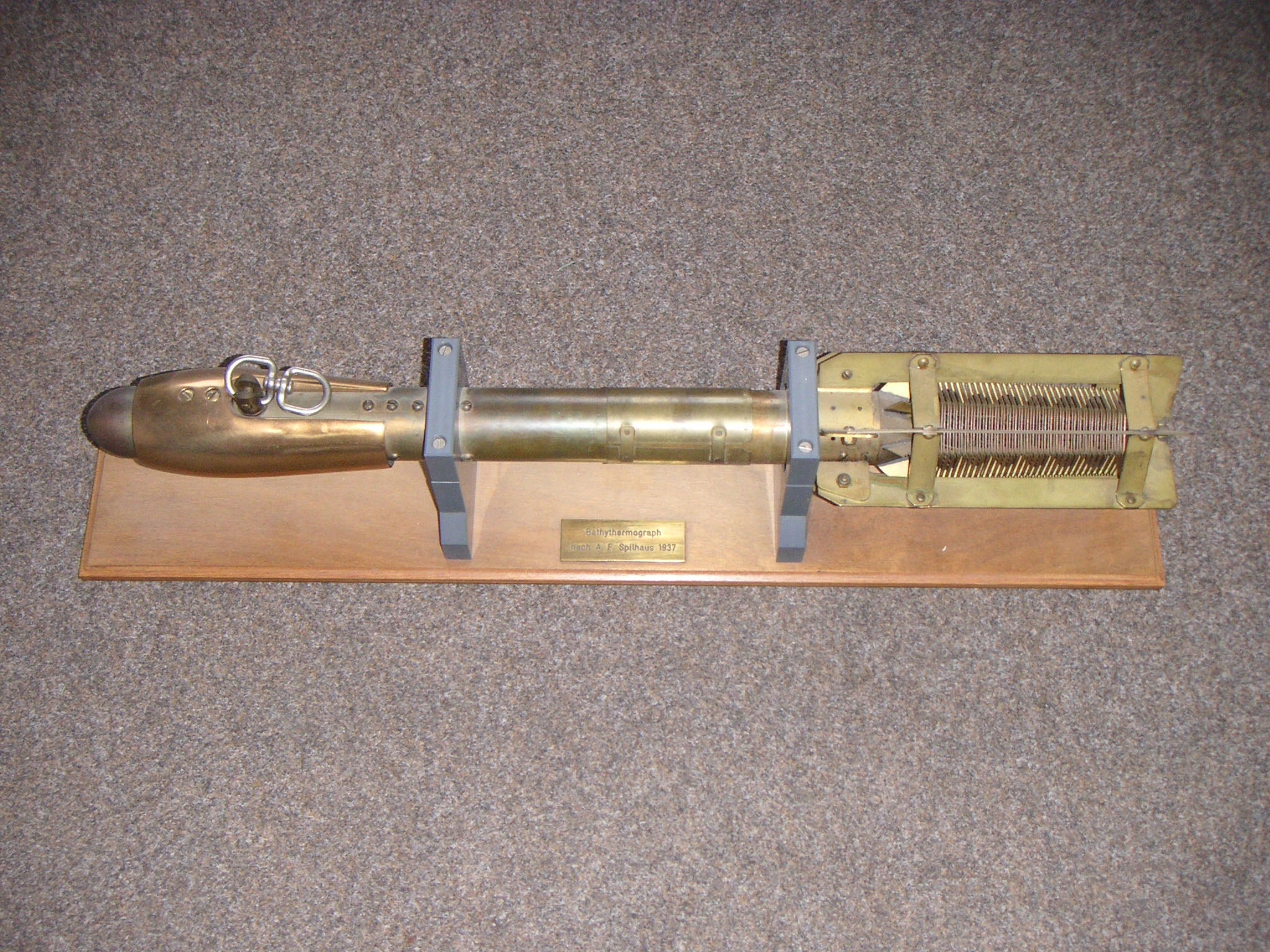
Batitermografo di vecchia generazione
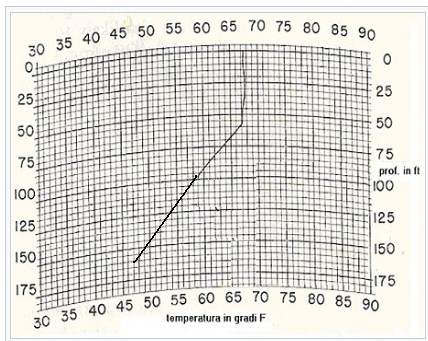
Tracciato batitermografico

Dal diagramma della figura di destra, in questo caso, che la temperatura è praticamente costante, circa 67 °F, da profondità 0 a 55 ft, decresce fino a 47 °F alla profondità di circa 160 ft.
Con i dati estratti dal grafico, messi opportunamente a calcolo, si ricava un diagramma di propagazione simile a quello riportato nella sezione anomalia termica.

#### Funzionamento meccanico
La profondità viene determinata per mezzo della pressione idrostatica esercitata dall'acqua
sulle pareti dello strumento stesso; una molla antagonista della pressione comanda,
seguendo le variazioni di questa, lo spostamento di una lastrina ricoperta da un velo di nerofumo, mentre la temperatura viene misurata per mezzo dell'espansione o della
contrazione di un liquido come lo xilene, contenuto in un cilindro a diretto contatto
con l'acqua.
Le variazioni di volume del liquido, proporzionali alle temperature, vengono
trasportate e segnate, mediante una molla collegata con una penna tracciante, sulla superficie a nerofumo della lastrina: si ottiene così per ogni profondità di immersione
la corrispondente temperatura dell'acqua. 
Questo tipo di batitermografo era impiegato, sia per le navi che per i sommergibili.

## Batitermografo di nuova generazione

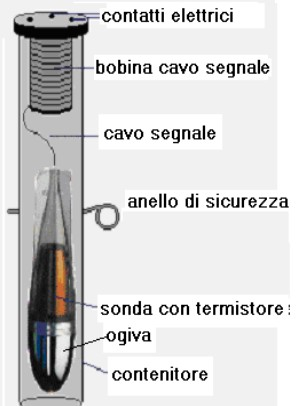
Batitermografo a perdere

Tra i diversi batitermografi di nuova generazione è interessante il tipo a "perdere" che ha
la forma riportata in figura.
Questo sistema, moderno ed efficiente, consiste di una sonda a perdere
formata da un termistore in grado di rilevare la temperatura dell'acqua.
La sonda viene immersa in profondità a velocità costante controllata dalla forma idrodinamica
e dal peso dell'ogiva.
La sonda, tramite il cavo segnale, è collegata ad un registratore a bordo che, tenendo conto del tempo di discesa e della velocità di spostamento della sonda stabilisce la quota tracciando un diagramma 
temp. = f(quota).
Una volta registrato il diagramma t = f(q) la sonda viene abbandonata; questo strumento è
particolarmente adatto per rilievi da navi di superficie, non si adatta bene per misure a bordo dei sottomarini.
Per i rilievi batitermografici necessari ai sonar dei sottomarini si impiegano apparecchiature
sofisticate che, collegate direttamente ad un calcolatore dedicato, consentono il rilievo del batitermogramma e, contemporaneamente, il tracciamento automatico delle traiettorie dei raggi acustici.
Ai diversi dispositivi per la misura della temperatura dell'acqua, dalla quale risalire alla velocità del suono, si affianca uno strumento che misura direttamente detta velocità, è indicato come velocimetro  .